# Khu du lịch sinh thái Bò Cạp Vàng
Khu du lịch sinh thái Bò Cạp Vàng là một khu du lịch sinh thái đậm nét miền quê sông nước Nam Bộ tọa lạc tại huyện Nhơn Trạch, tỉnh Đồng Nai (cách trung tâm Thành phố Hồ Chí Minh khoảng 25 km). Với diện tích 0,6 hécta, nơi đây được xem là một trong những điểm du lịch "xanh" của tỉnh, và là một địa điểm dã ngoại cuối tuần của người dân ở các vùng lân cận như Thành phố Hồ Chí Minh, Bình Dương, Bình Phước. Khu du lịch này gần với đền thờ và đài tưởng niệm liệt sĩ Đoàn 10 đặc công Rừng Sác.

## Tên gọi
Cái tên Bò Cạp Vàng xuất phát từ một loài hoa cùng tên, có màu vàng tươi, mọc rất nhiều tại đây (đặc biệt là chỉ mọc vào mùa Lễ Phục Sinh).

## Hình thành
Khu du lịch này trước đây chỉ là một cù lao nhỏ thuộc ấp 3 xã Phước Khánh, huyện Nhơn Trạch, thuộc khu rừng Sác (từng là căn cứ địa của Đoàn 10). Năm 1992, nhà giáo hưu trí Nguyễn Văn Sửu đã mua lại khu đất này với mục đích sang sửa lại làm nơi ở và làm việc. Cảnh trí ban đầu chỉ có vườn cây ao cá, căn nhà nhỏ, nhưng còn khá nhiều muỗi mòng. Sau này có thêm nhiều người bạn của ông đến đây tham quan, nghỉ mát vào dịp cuối tuần và bị hấp dẫn bởi cảnh vật thiên nhiên thơ mộng cũng như không khí trong lành tại đây. Từ đó nơi này ngày càng có nhiều người biết tới và tìm đến như một chốn để nghỉ mát, vui chơi. Nhiều người có điều kiện đã về đây chuyển nhượng đất, đào ao, lập vườn, xây những căn nhà lá,v.v...phục vụ cho nhu cầu của du khách dần dần đã hình thành nên khu du lịch sinh thái Bò Cạp Vàng.

## Các hoạt động, dịch vụ
- Trò chơi trên nước: Chèo thuyền, câu cá, bơi lội, cầu trượt, cầu nhảy...
- Trò chơi trên không
- Trò chơi dân gian
- Du lịch trên sông
- Nhà nghỉ, nhà hàng ẩm thực Nam Bộ
- Dã ngoại ngoài trời